# Private Parts
Private Parts (en España, Partes privadas) es una película biográfica estadounidense de 1997, dirigida por Betty Thomas y protagonizada por Howard Stern.
Está basada en el libro autobiográfico escrito por el propio Howard Stern.

## Sinopsis
Howard Stern, afectado de afasia desde su infancia, se convierte a pesar de su discapacidad en una auténtica estrella de la televisión y de la radio de los Estados Unidos.

## Reparto
- Howard Stern como él mismo
- Robin Quivers como ella misma
- Mary McCormack como Alison Stern
- Fred Norris como él mismo
- Paul Giamatti como Kenny "Pig Vomit" Rushton
- Garry Dell'Abate como él mismo
- Slash como él mismo

## Premios y nominaciones
- 1997: Nominada a los Premios Razzie: Peor nueva estrella (Howard Stern)